# Jovsianska hrabina
Jovsianska hrabina je národní přírodní rezervace v chráněné krajinné oblasti Vihorlat. Leží v katastrálním území obce Jovsa v okrese Michalovce v Košickém kraji. Území bylo vyhlášeno či novelizováno v letech 1953, 1986 na rozloze 257,58 ha. Ochranné pásmo nebylo stanoveno.

## Fauna
Nachází se zde: bledule jarní (latinsky Leucojum vernum subsp. carpaticum), kosatec trávovitý, kostřava horská (Festuca drymeja), oměj moldavský (Aconitum moldavicum), ostřice hubená (Carex strigosa) a další.